# Jinkx Monsoon
Hera Hoffer (Portland, Estados Unidos; 18 de septiembre de 1987), más conocida como Jinkx Monsoon, es una drag queen, actriz y cantante estadounidense, que se hizo famosa al ganar la quinta temporada y la séptima temporada de All Stars, en el que participan ganadoras del programa RuPaul’s Drag Race.

## Biografía
Hoffer nació el 18 de septiembre de 1987 en la ciudad de Portland, Oregón, y su primera actuación como drag fue con 16 años en el bar Escape Nightclub.
Fue criada como católica y descubrió su ascendencia rusa- judía por parte de su madre a la edad de 18 años. Su personaje drag, Jinkx, se caracteriza por ser judío como una forma de volver a sus raíces. Hoffer también sufre de narcolepsia, un hecho que fue revelado en el estreno de la quinta temporada de RuPaul’s Drag Race.
Hoffer trabajó como conserje durante la universidad y se licenció de Bellas Artes en Teatro en el Cornish College of the Arts en 2010. Había vivido en Seattle desde 2006.
Hoffer se identifica como “sin género” o “ni hombre ni mujer” y prefiere denominarse como “individuo” cuando no está travestido. En una entrevista de abril del 2017, Monsoon dijo: “Nunca me he identificado totalmente como masculino. Siempre me he identificado más como género fluido o género ambiguo, pero nunca encontré el vocabulario para explicarlo”.

## Carrera
Después de mudarse a Seattle desde Portland, Hoffer y su pareja artística Nick Sahoyah escribieron y protagonizaron varios episodios web de Funny or Die titulados Monsoon Season, en los que Jinkx Monsoon hizo de madre abrumadora, adicta a las sustancias y casi psicótica, y Nick Sahoyah de su hijo, con el nombre de Kamikaze Monsoon.
En 2011, Monsoon apareció en la película de Wes Hurley Waxie Moon in Fallen Jewel. El 28 de febrero de 2013, la primera proyección en el cine central de Seattle fue organizada por Monsoon y Waxie Moon.
En enero de 2012, Hoffer apareció como Moritz en el musical de rock Spring Awakening en el Teatro Balagan de Seattle. La controversia surgió de la crítica de The Seattle Times realizada por Misha Berson, quien dijo que Hoffer era “demasiado extravagante” para el papel. Dan Savage defendió la interpretación que hizo Hoffer de Moritz. Del 21 de julio al 19 de agosto, Hoffer interpretó a Angel en la producción del Teatro 5th Avenue del musical RENT.
En enero de 2013, Hoffer interpretó a Hedwig en la producción del Moore Theater del musical de rock Hedwig y Angry Inch. Balagan repitió la producción en diciembre de 2013 durante una semana con Hoffer y el equipo original de reparto y producción.
En junio de 2013, Hoffer interpretó a Velma Von Tussle en la producción del musical Hairspray del Seattle Men's Chorus y del 5th Avenue Theatre. Esta consistió en una lectura/concierto escenificado del musical con vestuario y accesorios limitados, sin escenografía ni coreografías elaboradas.
Hoffer también actúa como Jinkx Monsoon en el primer acto del cabaret original The Vaudevillians bajo el nombre "Kitty Witless". Hoffer está acompañada por el socio musical y cocreador Richard Andriessen, que actúa bajo el nombre de "Dr. Dan Von Dandy". Los Vaudevillians se presentaron en el Laurie Beechman Theatre en Nueva York de julio a noviembre de 2013. Después de recorrer Australia con The Vaudevillians, Hoffer recibió una nominación para el Premio Helpmann al Mejor intérprete de cabaret.
En 2013, Hoffer fue elegida como una de los artistas del año por la revista City Arts junto con Megan Griffiths, Macklemore, Ryan Lewis y Wes Hurley.
Hoffer interpretó a Tallulah/Dennis, el propietario de Lipstick Lounge en un episodio de Blue Bloods titulado "Manhattan Queens", que se emitió el 31 de enero de 2014.
En 2015 Hoffer se unió al elenco de la exitosa serie cómica de Wes Hurley Capitol Hill.

### Drag Becomes Him
En junio de 2011, Hoffer se convirtió en protagonista de una serie documental en YouTube de Alex Berry, un camarógrafo de Seattle. Tomando el nombre de Death Becomes Her (La muerte os sienta tan bien), una de las películas favoritas de Jinkx, Drag Becomes Him explora la vida de Hoffer dentro y fuera de la resistencia. La serie ha continuado desde la final de RuPaul's Drag Race y ofrece una visión de su vida después del concurso.
En octubre de 2013, se anunció que Drag Becomes Him se estaba adaptando a un largometraje con el productor Basil Shadid, de Seattle, a bordo. Una campaña de Kickstarter (micromecenazgo) en marzo de 2014 recaudó con éxito los fondos para completar el proyecto. El 26 de marzo de 2015, Hoffer anunció en su cuenta de Instagram que la película se estrenaría en el Cinerama de Seattle el 29 de abril de 2015.

### RuPaul's Drag Race
En noviembre de 2012, Logo TV anunció que Jinkx Monsoon estaba entre las 14 drag queens que competirían en la quinta temporada de RuPaul's Drag Race. Hoffer se animó a presentarse después de ver a Sharon Needles, otra drag queen de concepto elevado, en la cuarta temporada del concurso. Monsoon ganó los desafíos principales en los episodios "Snatch Game" y "Drama Queens". Para el "Snatch Game" (juego de imitaciones), Monsoon imitó a Edith Bouvier Beale. Monsoon también imitó a la concursante de la tercera temporada Mimi Imfurst en el episodio "Lip Synch Extravaganza Eleganza". Como parte de RuPaul's Drag Race, Monsoon cantó en la canción inspirada por “We Are the World" llamada “Can I Get an Amen?”. Las ganancias de la canción fueron en beneficio del centro de Gais y Lesbianas de Los Ángeles. Monsoon ganó la temporada 5 de RuPaul's Drag Race.

## Artista
El personaje de drag de Hoffer está inspirado en su madre y en las cómicas Lucille Ball, Maria Bamford, Devin Green y Sarah Silverman. El apellido de su personaje drag, Monsoon, se deriva del personaje Edina Monsoon de la serie británica Absolutely Fabulous. Hoffer también actúa como el personaje drag Deirde A. Irwin, que es una médium sureña.

## Discografía

### Álbumes de estudio
| Título               | Detalles                                                                                        |
| -------------------- | ----------------------------------------------------------------------------------------------- |
| The Inevitable Album | - Publicado: 6 de mayo de 2014 - Discográfica: Sidecar Records - Formatos: CD, descarga digital |
| The Ginger Snapped   | - Publicado: 12 de enero de 2018 - Discográfica: Autopublicado                                  |

### Mezclas
| Título     | Detalles                                                                                       |
| ---------- | ---------------------------------------------------------------------------------------------- |
| ReAnimated | - Publicado:13 de octubre de 2015 - Discográfica: Sidecar Records - Formatos: Descarga digital |

### Sencillos
| Canción                    | Año  | Álbum                                |
| -------------------------- | ---- | ------------------------------------ |
| "Can I Get an Amen?"       | 2013 | Sencillos independientes de un álbum |
| "Schizophrenic"            | 2013 | Sencillos independientes de un álbum |
| "Bring It"                 | 2013 | Sencillos independientes de un álbum |
| "Coffee & Wine"            | 2014 | The Inevitable Album                 |
| "The Bacon Shake"          | 2014 | The Inevitable Album                 |
| "Creep"                    | 2014 | The Inevitable Album                 |
| "Hold On JMX (GlitterMix)" | 2015 | ReAnimated                           |
| "Cartoons and Vodka"       | 2018 | The Ginger Snapped                   |

### Videoclips
| Canción                    | Año  | Director     |
| -------------------------- | ---- | ------------ |
| "Jinkxalicious"            | 2011 | Alex Berry   |
| "Coffee & Wine"            | 2014 | Alex Berry   |
| "The Bacon Shake"          | 2014 | Steve Willis |
| "Creep"                    | 2014 | Steve Willis |
| "Hold On JMX (GlitterMix)" | 2015 | Steve Willis |

## Filmografía

### Películas
| Año  | Título                     | Personaje       |
| ---- | -------------------------- | --------------- |
| 2011 | Waxie Moon in Fallen Jewel | Jinkx/Davey     |
| 2013 | East of Adin               | Anthony Johnson |
| 2014 | Drag Becomes Him           | Jinkx Monsoon   |

### Televisión
| Año  | Título                          | Personaje       | Temporada                                                 |
| ---- | ------------------------------- | --------------- | --------------------------------------------------------- |
| 2013 | RuPaul's Drag Race              | Jinkx Monsoon   | Temporada 5 – Ganadora                                    |
| 2013 | RuPaul's Drag Race: Untucked    | Jinkx Monsoon   |                                                           |
| 2013 | NewNowNext Awards               | Jinkx Monsoon   |                                                           |
| 2014 | Blue Bloods                     | Tallulah/Dennis | Episodio: "Manhattan Queens"                              |
| 2014 | RuPaul's Drag Race              | Jinkx Monsoon   | Temporada 6 – "Countdown to the Crown" – Invitada         |
| 2015 | RuPaul's Drag Race              | Jinkx Monsoon   | Temporada 7 – "Countdown to the Crown" – Invitada         |
| 2016 | RuPaul's Drag Race              | Jinkx Monsoon   | Temporada 8 – "Keeping It 100!" (episodio 100) – Invitada |
| 2018 | Steven Universe                 | Emeralda (voz)  | Temporada 5 - "Lars of the Stars"                         |
| 2020 | AJ and the Queen                | Edie            | Episode 2 - " Pittsburgh"                                 |
| 2022 | RuPaul's Drag Race: All Stars   | Jinkx Monsoon   | Temporada 7 – Ganadora                                    |
| 2023 | Adventure Time: Fionna and Cake | Lemongrab (voz) | 2 episodios                                               |
| 2024 | Doctor Who                      | Maestro         | Episodio: "El acorde del diablo"                          |

### Web series
| Año  | Título            | Personaje     |
| ---- | ----------------- | ------------- |
| 2010 | Monsoon Season    | Jinkx Monsoon |
| 2013 | 31 Days if Jinkx  | Jinkx Monsoon |
| 2016 | Capitol Hill      | Celeste Dahl  |
| 2018 | Cool mom          | Jinkx Monsoon |
| 2020 | Blood and Make up | Melora Osvald |
| 2020 | Helluva Boss      | Martha (voz)  |

## Teatro
| Año  | Título                    | Personaje             | Teatro                    |
| ---- | ------------------------- | --------------------- | ------------------------- |
| 2010 | Red Ranger Came Calling   | Red Ranger            | Book-It Repertory Theatre |
| 2010 | Henry V                   | Alice                 | Center House Theatre      |
| 2011 | Turning Parlor Tricks     | Deirdre A. Irwin      | Theatre Off Jackson       |
| 2011 | The Threepenny Opera      | Filch                 | Intiman Playhouse         |
| 2012 | Rent                      | Angel Dumott Schunard | 5th Avenue Theatre        |
| 2012 | Spring Awakening          | Moritz                | Balagan Theatre           |
| 2013 | Hedwig and the Angry Inch | Hedwig                | Moore Theatre             |
| 2013 | Hairspray                 | Velma Von Tussle      | 5th Avenue Theatre        |

| Predecesora: Sharon Needles     | Ganadora de RuPaul's Drag Race 2013            | Sucesora: Bianca del Rio |
| Predecesora: Kylie Sonique Love | Ganadora de RuPaul's Drag Race: All Stars 2022 | Sucesora: Jimbo          |